# Кам'яниця Фауербахівська
Кам'яниця Фаурбахівська — будинок № 27 площі Ринок у Львові.

## Історія
Кам'яниця Фаурбахівська збудована вроцлав'янином А. Фаурбахом у другій половині XVI століття. Тут мешкав польський історик і політичний діяч XVII століття Казимир Самуїл Кушевич, автор «Листів зі Львова», важливого джерела з історії Хмельниччини 1648—1655 років.

## Архітектура
Житловий будинок, збудований у XVI столітті. Перебудований у 1786 році за проектом архітектора Я. Пйотровського. Цегляний, витягнутий в плані, чотириповерховий. У першому поверсі зберігся ренесансний портал. Гладко оштукатурений фасад увінчаний сильно виступаючим карнизом з модульйонами. Декоративними елементами є обрамлення вікон і балкон з ажурною решіткою.